# Đội tuyển Fed Cup Andorra
Đội tuyển Fed Cup Andorra đại diện Andorra ở giải đấu quần vợt Fed Cup và được quản lý bởi Liên đoàn Quần vợt Andorra. Đội sẽ có lần đầu tiên tham gia Fed Cup vào năm 2018, thi đấu ở Nhóm III khu vực Âu/Phi.

## Lịch sử
Andorra sẽ tham gia kì Fed Cup đầu tiên vào năm 2018.